# Louise Grandjean
Pour les articles homonymes, voir Grandjean.
Louise Léonce Grandjean (27 septembre 1870 à Paris 17e - 18 mai 1934 à Paris 17e) est une soprano française qui a été particulièrement admirée pour ses représentations des héroïnes de Wagner et de Verdi. Elle a commencé sa carrière à Paris en 1894, où elle est devenue populaire  jusqu'en 1911. Elle est aussi régulièrement apparue en Allemagne avec un grand succès au cours de la première décennie du XXe siècle.

## Biographie
Louise Grandjean est la fille de Théodore François Grandjean, dessinateur et de Louise Geneviève Vincent, blanchisseuse.
Elle étudie au Conservatoire de Paris où elle obtient le premier prix d'opéra-comique et le deuxième d'opéra, la première médaille de solfège et le premier prix d'accompagnement. Elle fait ses débuts à l'opéra en 1893 à l'Opéra-Comique dans le rôle d'Isabella dans Le Pré aux clercs. Elle chante de nombreux rôles à l'opéra au cours des neuf années suivantes, comme Alice Ford dans la première en France de Falstaff de Verdi en 1894, la voix de l'Oiseau dans la première française de Siegfried de Richard Wagner à l'Opéra de Paris, le 3 janvier 1902.
Elle fait ses débuts en 1895, comme membre de la troupe de l'Opéra de Paris, dans le rôle du Page dans Tannhäuser de Richard Wagner. Elle chante de nombreux rôles à l'Opéra de Paris jusqu'en 1911. Elle y crée Marguerite dans la Damnation de Faust , Magdelehie des Maîtres chanteurs de Nuremberg, Déjanire dans la première d'Astarté de Xavier Leroux en 1901, avec Meyrianne Héglon, Albert Alvarez, Delmas. Brunhilde dans la première française de Siegfried de Richard Wagner, le 3 janvier 1902, Ariane de Jules Massenet (1906), et La Catalane de Fernand Le Borne (1907). Elle crée également à l'Opéra de Paris, Brunhilde dans le Crépuscule des Dieux. Isolde dans Tristan und Isolde, La Forêt de Salvayre.
Grandjean apparaît également dans des productions à l'Opéra de Monte-Carlo, au staatsoper de Berlin, et au Festival de Bayreuth, entre 1902 et 1911. À Monte-Carlo, elle chante, entre autres, les rôles lors de la création de Le Tasse d'Eugène d'Harcourt en 1903 et Naïs Micoulin d'Alfred Bruneau d’après Zola en 1907. En 1904, elle chante Vénus dans Tannhäuser au Festival de Bayreuth. Suivi par de nombreuses apparitions à la staatsoper de Berlin, dans des rôles tels que Donna Anna dans Don Giovanni, Valentine dans Les Huguenots, Berthe dans Le prophète, Chimène dans Le Cid,  Salomé dans Hérodiade, le rôle-titre dans Aida, Desdemona dans Otello, Elisabeth de Tannhäuser, Elsa dans Lohengrin, Eva dans Die Meistersinger von Nürnberg, et Isolde dans Tristan und Isolde.
Après sa retraite de la scène, en 1908, Grandjean enseigne le chant au Conservatoire de Paris.

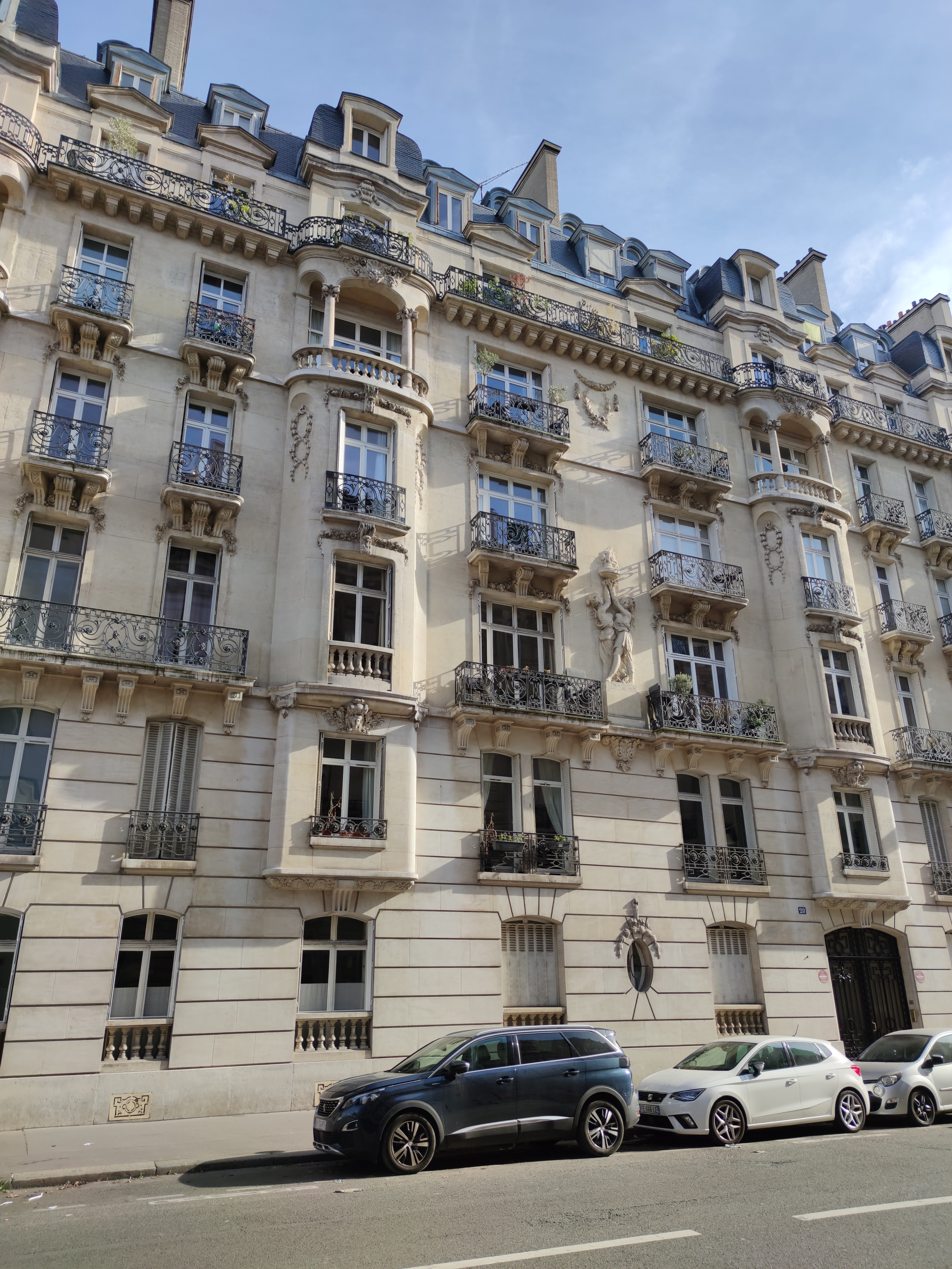
20, rue Alphonse-de-Neuville, Paris.

Elle meurt le 18 mai 1934 en son domicile au 20, rue Alphonse-de-Neuville à Paris, dans le 17e arrondissement.
Louise Grandjean a été inhumée au cimetière de Cachan.